# 艾霞
艾霞（1912年11月29日—1934年2月15日）是中國的左翼无声电影演员和编剧。她于1934年自杀，这是第一位自杀的中國演员。她的自杀启发了蔡楚生的经典电影《新女性》，由阮玲玉主演。阮玲玉在电影上映后不久自杀。

## 人物
艾霞于1912年11月29日在天津出生，出生于一个大的中产阶级家庭。她上了大学。毕业后，她爱上了堂兄并生了一个孩子。她的家人不赞成这段恋情，导致爱人离开。1928年，她结了婚，但作为个人抗议，她离开家到上海从事电影事业。
艾霞开始由田汉创办的南国社担任舞台演员，之后加入中国左翼戏剧家联盟，并于1932年被介绍给明星影片公司。她于1933年写了《现代女性》一书，该书于同年改编为电影，尽管围绕这个故事引起了人们的兴趣，但由于其重点，该电影并未受到评论家的好评。艾霞是中国电影“左翼”运动中仅有的两位女编剧之一她一生中总共出演了八部电影。
她于1934年通过食用鸦片而自杀.。作为中华民国第一位这样做的女演员，她的逝世被认为是中国电影中的标志性人物。
电影《新女性》基于她的生活。该片由女星阮玲玉担任主演，该片在1935年电影上映后不久也自杀。据推测，蔡楚生导演可能与艾霞有浪漫关系，因此出于个人原因制作了这部电影。

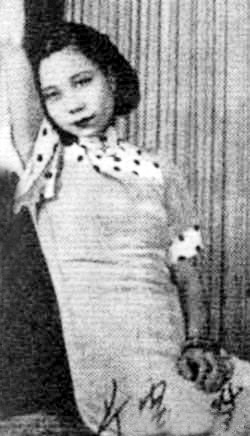
艾霞